# Nabalia

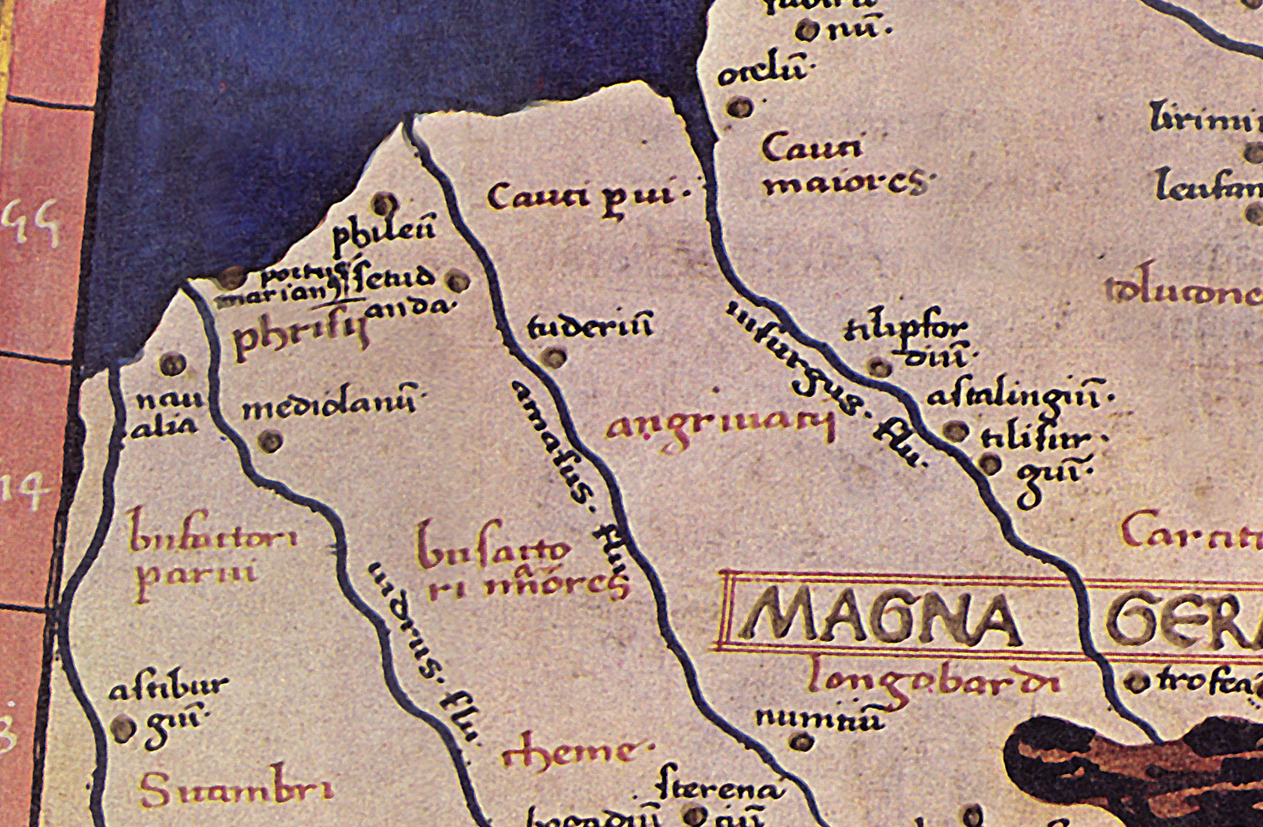
Lage von Nabalia nach Ptolemaios

Nabalia, auch Naualia (altgriechisch Ναυαλία; lateinisch Navalia) ist ein Ortsname, der in der Geographike Hyphegesis des Claudius Ptolemaios (2, 11, 13) als einer der im Innern der Germania magna nördlicher liegenden Orte (πόλεις) mit 27° 40′ Länge (ptolemäische Längengrade) und 53° 15′ Breite bzw. mit 27° 50′ Länge und 53° 15′ Breite angegeben wird. Nabalia liegt damit nach Ptolemaios zwischen Askibourgion und Mediolanion. Wegen des Alters der Quelle kann eine Existenz der Siedlung um 150 n. Chr. angenommen werden.

## Lokalisation
Mit 54° N hat der Ort die gleichen Koordinaten wie die (nord-)östliche Rheinmündung, die durch ihre Lagebeziehungen (Längen- und Breitendifferenzen) eindeutig bei IJmuiden zu lokalisieren ist. Die Hafensituation wird durch den Namen Nabalia verdeutlicht, der das lateinische Wort ‚navis‘, also Schiff enthält, siehe auch Wortbedeutung von Navalia.
In der südlicheren Überlieferungsvariante 53,5⁄6° N liegt er wohl immer noch 12⁄3° nördlich von Ulpia Noviomagus Batavorum (521⁄6° N, 271⁄4° O), heute Nijmegen, und mehr als 1° westlich von Mediolanion (535⁄6° N, 283⁄4° O), wahrscheinlich Borken, das wäre in der Nähe der von den Römern mit dem Rhein verbundenen Ijssel.
Eine wissenschaftliche Arbeitsgruppe um Andreas Kleineberg, das die ptolemäischen Koordinaten in den Jahren von 2006 bis 2009 neu untersuchte und interpretierte, hat Nabalia nach einer Transformation der antiken Koordinaten auf dem Gebiet bei Essen-Hinsel in Nordrhein-Westfalenlokalisiert.

## Etymologie
Vermutlich ist der Name mit castra zu ergänzen. Demnach könnte man den Namen castra navalia mit 'Lager am Ufer zum Schutze der auf Land gezogenen Schiffe' interpretieren.